# Begisevói repülőtér
A Begisevói repülőtér (IATA: NBC, ICAO: UWKE) (orosz nyelven: Аэропорт Бегишево, tatár nyelven: Begişevo Xalıqara Aeroportı / Бегишево Халыкара Аэропорты) nemzetközi repülőtér Oroszországban, amely Nyizsnyekamszk közelében található. Éves utasforgalma 777 263 fő (2018).

## Futópályák
A repülőtér futópályái:
- 04/22 (2502 m, 42 m, aszfaltbeton)

## Forgalom
Az utasforgalom az elmúlt években az alábbi módon változott:
| Utasok száma | 29 389 | 292 352 | 332 616 | 407 415 | 367 553 | 587 361 | 777 263 | 782 501 | 428 804 | 643 977 |
|              | 2011   | 2012    | 2013    | 2014    | 2015    | 2017    | 2018    | 2019    | 2020    | 2021    |

## Légitársaságok és úticélok
| Légitársaság      | Célállomások                                                          |
| ----------------- | --------------------------------------------------------------------- |
| Aeroflot          | Moscow–Sheremetyevo                                                   |
| Azimuth           | Krasznodar, Rostov-on-Don                                             |
| Azur Air          | Szezonális charter: Antalya, Dubai-International                      |
| Nordwind Airlines | Moscow–Sheremetyevo Szezonális charter: Antalya, Monastir, Simferopol |
| Onur Air          | Szezonális charter: Antalya                                           |
| Pobeda            | Moscow–Vnukovo, Saint Petersburg, Sochi                               |
| S7 Airlines       | Novosibirsk                                                           |
| Smartavia         | Szezonális: Simferopol                                                |
| Ural Airlines     | Szezonális charter: Antalya, Dalaman                                  |